# Эрмлер, Марк Фридрихович
Марк Фри́дрихович Э́рмлер (5 мая 1932, Ленинград, СССР — 14 апреля 2002, Сеул, Южная Корея) — советский и российский дирижёр и педагог; народный артист РСФСР (1980), лауреат Государственной премии РСФСР им. М. И. Глинки (1978). Ведущий дирижёр Большого театра в 1980—1990-е годы.

## Биография
Родился 5 мая 1932 года в Ленинграде в семье кинорежиссёра Фридриха Эрмлера. Учился в ЛГК имени Н. А. Римского-Корсакова в классе дирижирования у Б. Э. Хайкина, впервые встал за пульт в 1952 году с оркестром Ленинградской филармонии. Через год, также в Ленинграде, Эрмлер дебютировал как оперный дирижёр, руководя исполнением оперы В. А. Моцарта «Похищение из сераля», а в 1956 году был приглашён в Большой театр, где работал в течение многих лет.
С 1964 года Эрмлер дирижировал балетами, среди которых — новые постановки «Жар-птицы» и «Петрушки» И. Ф. Стравинского, позднее начал гастролировать с балетной труппой театра, в 1974 году выступив в лондонском театре «Колизеум». В 1986 года продирижировал оперой «Кармен» в театре «Ковент-Гарден», затем выступал в качестве приглашённого дирижёра с ведущими мировыми оркестрами и театрами. В 1998—2001 годах был музыкальным руководителем и главным дирижёром Большого театра, художественным руководителем оркестра Большого театра, где в качестве музыкального руководителя и дирижёра-постановщика осуществил постановки целого ряда опер.
Преподавал в МГК имени П. И. Чайковского.
Репертуар Эрмлера был достаточно широк, однако он прославился прежде всего, как выдающийся интерпретатор русских опер и балетов.
Основные спектакли репертуара Большого театра 1970—1980-х годов — классические русские оперы («Пиковая дама», «Борис Годунов», «Хованщина», «Князь Игорь», «Война и мир» и другие) были записаны на студии «Мелодия» под управлением Эрмлера. Дискография дирижёра включает в себя более 20 опер, а также оркестровые сочинения Ф. Листа, С. С. Прокофьева, Д. Д. Шостаковича и других композиторов.

### Смерть
Скончался 14 апреля 2002 года в Сеуле на 70-м году жизни, во время гастролей вскоре после репетиции с Сеульским филармоническим оркестром. Похоронен в Москве, в закрытой части колумбария Ваганьковского кладбища (секция 53А).

## Личная жизнь
Жена — Дина Георгиевна Эрмлер (1927—2021), певица и танцовщица, работала в театре в Екатеринбурге. Позже — оставила карьеру, посвятив себя семье. Дочь — Мария Эрмлер (1959—2009).

## Постановки в ГАБТ

### Опера
- 08.10.1960 — С. Прокофьев «Повесть о настоящем человеке»
- 18.03.1964 — Ж. Массне «Вертер» (возобновление постановки 1956 года)
- 26.11.1966 — Дж. Пуччини «Мадам Баттерфляй»
- 30.04.1968 — А. Бородин «Князь Игорь» (возобновление постановки 1953 года)
- 22.03.1969 — М. Раухвергер «Снежная королева»
- 25.05.1971 — Дж. Пуччини «Тоска»
- 20.03.1973 — С. Рахманинов «Франческа да Римини»
- 24.10.1974 — П. Чайковский «Иоланта»
- 24.12.1976 — А. Даргомыжский «Каменный гость»
- 22.12.1978 — М. Глинка «Иван Сусанин» (возобновление постановки 1945 года)
- 09.02.1981 — С. Прокофьев «Война и мир»
- 09.04.1983 — К. В. Глюк «Ифигения в Авлиде»
- 20.02.1997 — М. Глинка «Иван Сусанин» (возобновление постановки 1945 года)
- 12.02.1999 — П. Чайковский «Опричник»
- 27.06.2000 — А. Даргомыжский «Русалка»
- 18.10.2000 — П. Чайковский «Евгений Онегин» (возобновление постановки 1944 года)
- 05.01.2001 — Дж. Верди «Набукко»

### Балет
- 11.06.1961 — Л. Кальвэ «Грибники»
- 30.06.1964 — И. Стравинский «Жар-Птица»
- 30.06.1964 — И. Стравинский «Петрушка»

## Аудиозаписи
- 1961 — С. Прокофьев, опера «Повесть о настоящем человеке»
- 1966 — М. Вайнберг, балет «Золотой ключик»
- 1967 — Дж. Пуччини, опера «Мадам Баттерфляй»
- 1969 — А. Бородин, опера «Князь Игорь»
- 1974 — П. Чайковский, опера «Пиковая дама»
- 1976 — П. Чайковский, опера «Иоланта»
- 1977 — А. Даргомыжский, опера «Каменный гость»
- 1979 — П. Чайковский, опера «Евгений Онегин»
- 1979 — М. Глинка, опера «Иван Сусанин»
- 1982 — С. Прокофьев, опера «Война и мир»
- 1985 — М. Мусоргский, опера «Борис Годунов»
- 1986 — М. Глинка, опера «Иван Сусанин»
- 1986 — Г. Фрид, моноопера «Письма Ван Гога»
- 1986 — Н. Римский-Корсаков, опера «Моцарт и Сальери»
- 1986 — В. Беллини, опера «Норма»
- 1988 — М. Мусоргский, опера «Хованщина»
- 2001 — Дж. Верди, Реквием

## Видеозаписи

### Спектакли Большого театра
- 1979 — М. Глинка, опера «Иван Сусанин»
- 1979 — А. Даргомыжский, опера «Каменный гость»
- 1981 — А. Бородин, опера «Князь Игорь»
- 1982 — Ж. Бизе, опера «Кармен»
- 1997 — М. Глинка, опера «Иван Сусанин»
- 1998 — М. Глинка, опера «Иван Сусанин»
- 1998 — Дж. Верди, опера «Аида»
- 1999 — П. Чайковский, балет «Щелкунчик»
- 2000 — балет «Русский Гамлет» на музыку Л. Бетховена и Г. Малера
- 2000 — А. Даргомыжский, опера «Русалка»
- 2000 — П. Чайковский, опера «Евгений Онегин»

## Фильмография
В качестве приглашённого дирижёра симфонического оркестра кинематографии записал музыку к фильмам:
- 1958 — Шли солдаты
- 1958 — Олеко Дундич
- 1961 — Братья Комаровы
- 1967 — Таинственный монах
- 1968 — По Руси
- 1968 — Золотой телёнок
- 1968 — Служили два товарища
- 1968 — Исход
- 1969 — Вальс
- 1969 — Красная палатка
- 1969 — Золото
- 1969 — Старый знакомый
- 1969 — Чайковский
- 1969 — Главный свидетель
- 1970 — Чайка
- 1970 — Когда расходится туман
- 1970 — Сохранившие огонь
- 1970 — Моя улица
- 1971 — Телеграмма
- 1973 — Чипполино
- 1973 — Города и годы
- 1973 — Моя судьба
- 1974 — Если хочешь быть счастливым
- 1975 — Сто дней после детства
- 1976 — Сказ про то, как царь Пётр арапа женил
- 1977 — Долги наши
- 1977 — Собственное мнение
- 1977 — Счёт человеческий
- 1978 — Версия полковника Зорина
- 1978 — Отец Сергий
- 1979 — Верой и правдой
- 1980 — Экипаж
- 1982 — Сказка странствий
- 1984 — Шанс
- 1984 — Парад планет
- 1996 — Ермак

## Документальные фильмы
- 2007 — «Марк Эрмлер. Под знаком счастливой судьбы» — документальный фильм, 2007 г., 39 мин., режиссёр Н. С. Тихонов

## Награды и премии
- Заслуженный артист РСФСР (7 мая 1967)
- Народный артист РСФСР (30 июля 1980)
- Орден «За заслуги перед Отечеством» IV степени (22 марта 2001) — за большой вклад в развитие отечественного музыкально-театрального искусства[4]
- Орден Трудового Красного Знамени (25 мая 1976) — за заслуги в развитии советского музыкального и хореографического искусства и в связи с 200-летием Государственного академического Большого театра СССР[5]
- Государственная премия РСФСР имени М. И. Глинки (1978) — за постановку оперного спектакля «Каменный гость» А. С. Даргомыжского (1977)